# Vestamager (metropolitana di Copenaghen)
Vestamager è una stazione della linea 1 della Metropolitana di Copenaghen.
La stazione venne inaugurata nel 2002 in superficie, è capolinea della linea 1.
Dato che è l'ultima stazione si trova vicino al centro di manutenzione e di controllo della metropolitana.